# 世宗大學

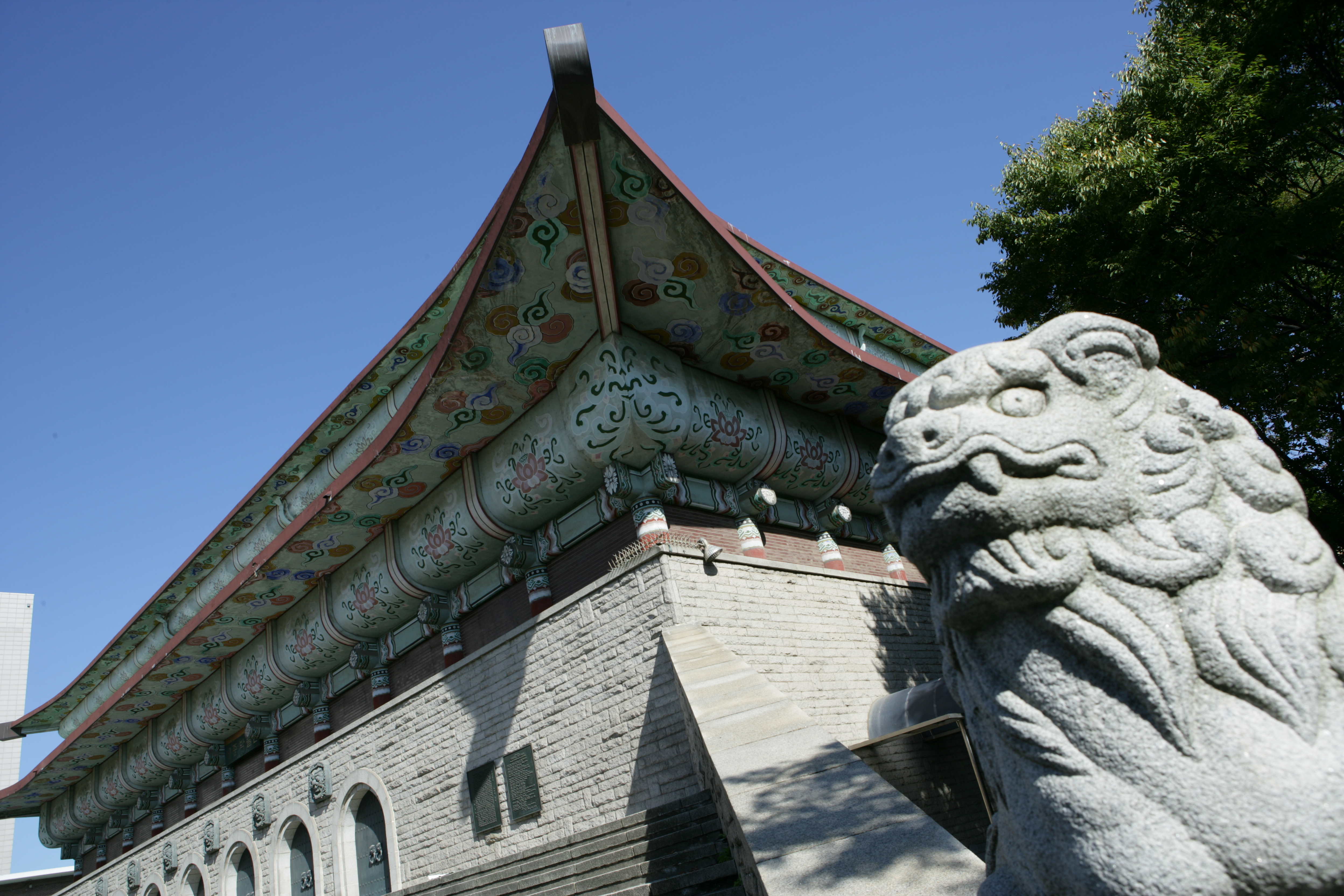
世宗大學

世宗大學（：／），創立於1940年，位於首爾特別市廣津區設置校園，是一所綜合型私立大學。

## 簡介
世宗大學象徵物為火絨草，辦學理念為德性、創意、服務、實踐。到2005年以前學生數為9408人，大學院（包括碩士。博士）為2765人，教授群為300人。（這是2005年的數據）

## 歷史
1940年5月，Young-ha Choo博士创建“经宋人文科学院”。同年8月，学院更名为“首爾女子師範學院”。1954年学校升格为“首都女師範大學”。1966年，开始开设研究生课程。1978年更名为“世宗学院”并开始招收男学生。1987年，学院扩充为“世宗大学”。2004年，韩国教育部开始在世宗大学设立国家级科研实验室。

## 学科

### 本科
- 人文学院
- 社会学院
- 商学院
- 酒店旅游管理学院
- 食品科学与生物技术学院
- 电子与信息工程学院
- 工程学院
- 艺术与体育学院

### 研究生院
- 商业管理研究学院
- 政策科学研究学院
- 教育研究学院
- 旅游管理研究学院
- 電影藝術學系（理論編導學院、演技學院）
- 世宗文化艺术研究学院
- 城市房地产研究学院
- 工业研究学院
- 亚洲研究学院

## 著名校友
- 權志龍（銷售產業學科碩士），BIGBANG組合成員
- 宋慧喬（電影藝術學系肄业），演員
- 孔曉振（電影藝術學系學士），演員
- 柳演錫（電影藝術學系學士、演技艺术系碩士），演員
- 甄美里（舞蹈學系學士），演員
- 李在濬（舞蹈學系學士），演員
- 金成恩（電影藝術學系學士，銷售產業學科碩士），演員
- 韓智慧（電影藝術學系學士），演員
- 李世恩（電影藝術學系學士），演員
- 李多熙（電影藝術學系肄业），演員
- 李棟旭（電影藝術學系肄业），演員
- 沈志浩（電影藝術學系學士），演員
- 金興秀（電影藝術學系肄业），演員
- 昇昊（電影藝術學系休学），MBLAQ組合成員
- 尹貞伊（電影藝術學系學士），演員
- 鄭詩雅（電影藝術學系學士），演員
- 張東周（電影藝術學系學士），演員
- 吳丞芽（電影藝術學系學士），演員
- 鄭仁仙（電影藝術學系學士），演員
- 延宇振（土木環境工學系學士），演員
- 趙榮旻（實用音樂科，在學）Boyfriend組合成員
- 趙光旻（實用音樂科，在學）Boyfriend組合成員
- 盧珉玗（實用音樂科，在學）Boyfriend組合成員
- 南優賢（實用音樂科碩士），INFINITE組合成員
- 李成種（電影藝術科碩士），INFINITE組合成員
- 金聖圭（實用音樂科碩士），INFINITE組合成員
- 金請夏（實用舞蹈學系，在学），歌手、前I.O.I組合成員
- 申惠善（戲劇電影學系學士），演員
- 文俊輝（語文系肄業），Seventeen組合成員
- 韩东（實用音樂科，在学），Dreamcatcher組合成員
- 雪娥（應用音樂系，在学），宇宙少女組合成員
- 李俊昊（電影藝術學系碩士），演員、歌手、2PM組合成員
- 黃燦盛（電影藝術學系碩士），演員、歌手、2PM組合成員
- 金明洙（實用音樂系碩士），演员、歌手、INFINITE組合成員
- 張祐榮（電影藝術學系碩士），演員、歌手、2PM組合成員